# Alain Boghossian
Alain Boghossian (ur. 27 października 1970 w Digne) – francuski piłkarz pochodzenia ormiańskiego, grający na pozycji defensywnego pomocnika. Z reprezentacją Francji, w której barwach rozegrał 26 meczów, zdobył w 1998 roku mistrzostwo świata.

## Sukcesy piłkarskie
- Puchar Włoch 1999, finał Pucharu Włoch 2001, Puchar UEFA 1999 z Parmą.

W reprezentacji Francji od 1997 do 2002 roku rozegrał 26 meczów i strzelił 2 gole – mistrzostwo świata 1998 i start w Mundialu 2002 (faza grupowa).
W 1998 roku został odznaczony Legią Honorową V klasy.